# XXVI variazioni sul tema "La follia di Spagna"

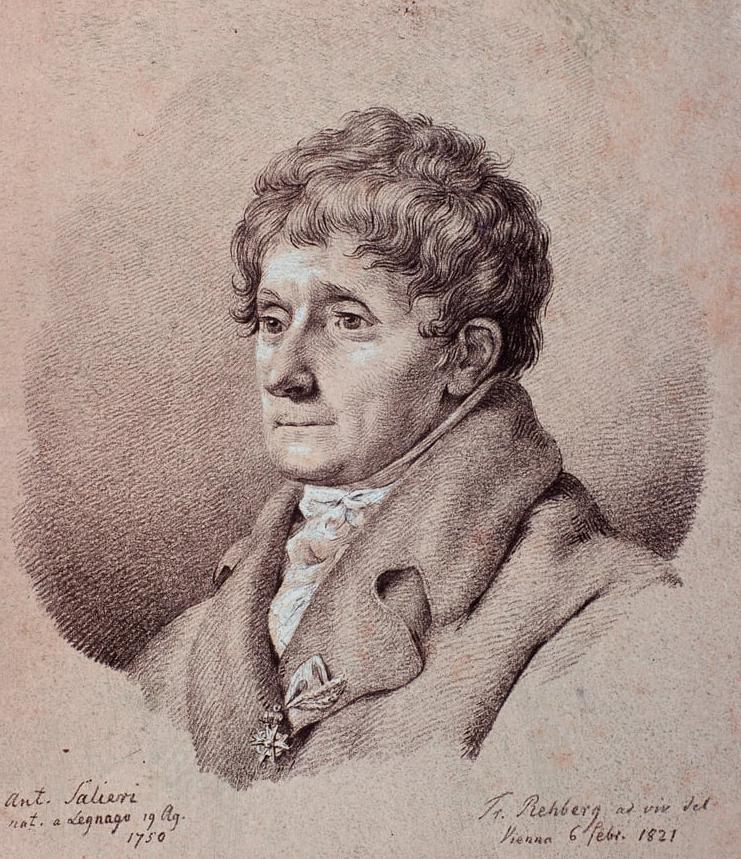
Antonio Salieri

XXVI variazioni sul tema "La follia di Spagna" è una composizione di Antonio Salieri, scritta nel 1815, sulla base del noto tema di origine iberica "La follia", per un organico orchestrale. La follia è un tema musicale infatti di origine portoghese tra i più antichi della musica europea, originato nei secoli XVI e XVII, molto amato dai compositori che lo adoperarono assai.
Salieri compose le variazioni più come esercizio per indagare le possibilità sinfoniche raggiunte nell'arte, che come pezzo organico per essere rappresentato.
Pur essendo riconosciuto dalla critica come uno dei lavori più significativi del compositore veronese rimane scarsamente eseguito.